# Cédric Vallet
Cédric Vallet (ur. 22 września 1971 w Megève) – francuski biegacz narciarski, srebrny medalista mistrzostw świata juniorów.
Po raz pierwszy na arenie międzynarodowej pojawił się w 1991 roku, startując na mistrzostwach świata juniorów w Reit im Winkl. Wywalczył tam srebrny medal dystansie 30 km techniką dowolną, w sztafecie był czwarty, a w biegu na 10 km stylem klasycznym zajął 23. miejsce. W Pucharze Świata zadebiutował 11 stycznia 1992 roku w Cogne, zajmując 17. miejsce w biegu na 15 km. Nie dało mu to jednak punktów, bowiem do końca sezonu 1991/1992 punkty zdobywało tylko pierwszych piętnastu zawodników. Mimo wielokrotnych startów w zawodach tego cyklu Vallet nigdy nie zdobył punktów PŚ.
W 1992 roku brał udział w igrzyskach olimpijskich w Albertville, zajmując 79. miejsce w biegu na 10 km stylem klasycznym oraz 68. miejsce w biegu pościgowym. Podczas rozgrywanych dwa lata później igrzysk olimpijskich w Lillehammer jego najlepszym wynikiem było 32. miejsce w biegu na 30 km stylem dowolnym. Zajął też między innymi 31. miejsce na dystansie 50 km stylem dowolnym na mistrzostwach świata w Falun w 1993 roku.

## Osiągnięcia

### Igrzyska olimpijskie
| Miejsce | Dzień     | Rok  | Miejscowość | Konkurencja             | Czas biegu | Strata   | Zwycięzca        |
| ------- | --------- | ---- | ----------- | ----------------------- | ---------- | -------- | ---------------- |
| 79.     | 13 lutego | 1992 | Albertville | 10 km stylem klasycznym | 27:36,0    | +6:59,1  | Thomas Alsgaard  |
| 68.     | 15 lutego | 1992 | Albertville | 10+15 km pościgowy      | 1:05:37,9  | +10:08,3 | Bjørn Dæhlie     |
| 32.     | 14 lutego | 1994 | Lillehammer | 30 km stylem dowolnym   | 1:12:26,4  | +7:23,3  | Thomas Alsgaard  |
| 63.     | 17 lutego | 1994 | Lillehammer | 10 km stylem klasycznym | 24:20,1    | +3:09,9  | Bjørn Dæhlie     |
| 53.     | 19 lutego | 1994 | Lillehammer | 10+15 km pościgowy      | 1:00:08,8  | +7:35,7  | Bjørn Dæhlie     |
| 33.     | 27 lutego | 1994 | Lillehammer | 50 km stylem klasycznym | 2:07:20,3  | +11:46,4 | Władimir Smirnow |

### Mistrzostwa świata
| Miejsce | Dzień     | Rok  | Miejscowość | Konkurencja             | Czas biegu | Strata  | Zwycięzca     |
| ------- | --------- | ---- | ----------- | ----------------------- | ---------- | ------- | ------------- |
| 44.     | 20 lutego | 1993 | Falun       | 30 km stylem klasycznym | 1:17:33,6  | +6:28,1 | Bjørn Dæhlie  |
| 31.     | 28 lutego | 1993 | Falun       | 50 km stylem dowolnym   | 2:03:36,8  | +8:34,2 | Torgny Mogren |

### Mistrzostwa świata juniorów
| Miejsce | Dzień    | Rok  | Miejscowość   | Konkurs                 | Wynik     | Strata  | Zwyciężczyni    |
| ------- | -------- | ---- | ------------- | ----------------------- | --------- | ------- | --------------- |
| 23.     | 6 marca  | 1991 | Reit im Winkl | 10 km stylem klasycznym | 29:15,1   | +1:44,9 | Thomas Alsgaard |
| 2.      | 8 marca  | 1991 | Reit im Winkl | 30 km stylem dowolnym   | 1:25:35,9 | +1:27,3 | Thomas Alsgaard |
| 4.      | 10 marca | 1991 | Reit im Winkl | Sztafeta 4 × 10 km      | 1:40:45,0 | +4:27,1 | Norwegia        |

### Puchar Świata

#### Miejsca w klasyfikacji generalnej
- sezon 1991/1992: -
- sezon 1992/1993: -
- sezon 1993/1994: -
- sezon 1995/1996: -
- sezon 1996/1997: -